# Estação Vostok

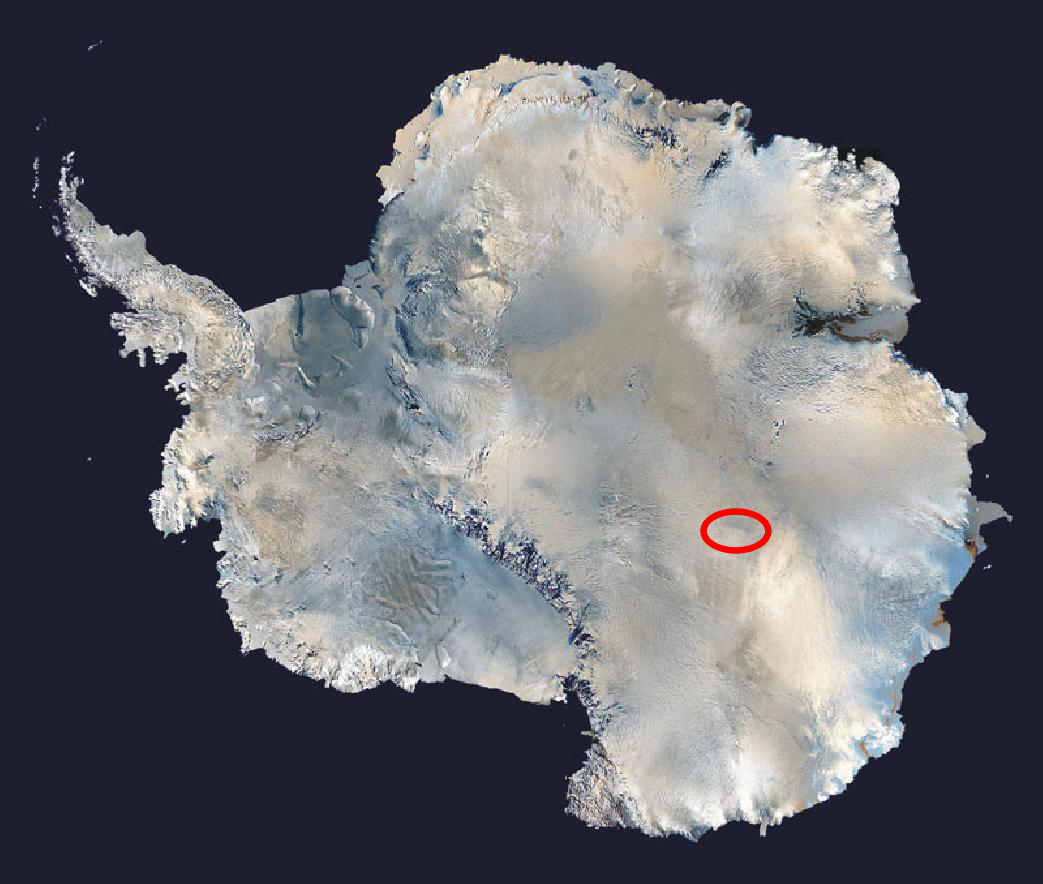
Localização da estação Vostok

A Estação Vostok (em russo:  Ста́нция Восто́к) é uma estação de pesquisa russa no interior da Terra da Princesa Elizabeth, Antártica. Fundada pela União Soviética em 1957, a estação fica no Polo Sul de Cold, com a temperatura natural mais baixa da Terra de -89,2 °C (-128,6 °F; 184,0 K). A pesquisa inclui perfuração de núcleo de gelo e magnetometria. Vostok (russo para "leste") foi nomeado após Vostok, o navio líder da Primeira Expedição Antártica Russa capitaneada por Fabian von Bellingshausen. A Estação de Bellingshausen recebeu o nome deste capitão (o segundo navio, Mirny, capitaneado por Mikhail Lazarev, tornou-se o homônimo da Estação Mirny).

## Descrição
A Estação de Pesquisa Vostok fica a cerca de 1 301 quilômetros (808 milhas) do Polo Sul Geográfico, no meio do manto de gelo da Antártida Oriental.
A Vostok está localizada perto do polo sul de inacessibilidade e do polo geomagnético sul, tornando-se um dos lugares ideais para observar mudanças na magnetosfera da Terra. Outros estudos incluem actinometria, geofísica, medicina e climatologia.
A estação está a 3 488 metros (11 444 pés) acima do nível do mar e é uma das estações de pesquisa estabelecidas mais isoladas no continente antártico.  A estação foi fornecida a partir da Estação Mirny, na costa antártica. A estação normalmente hospeda 30 cientistas e engenheiros no verão. No inverno, o número cai para 15.
A única estação de pesquisa permanente localizada mais ao sul é a Estação Polo Sul Amundsen-Scott, operada pelos Estados Unidos no Polo Sul geográfico. A estação chinesa de Kunlun fica mais ao sul do que a Vostok, mas é ocupada apenas durante os verões.

Alguns dos desafios enfrentados por quem vive na estação foram descritos nos livros de Vladimir Sanin, como Newbie in the Antarctic (1973), 72 Degrees Below Zero (1975) e outros.

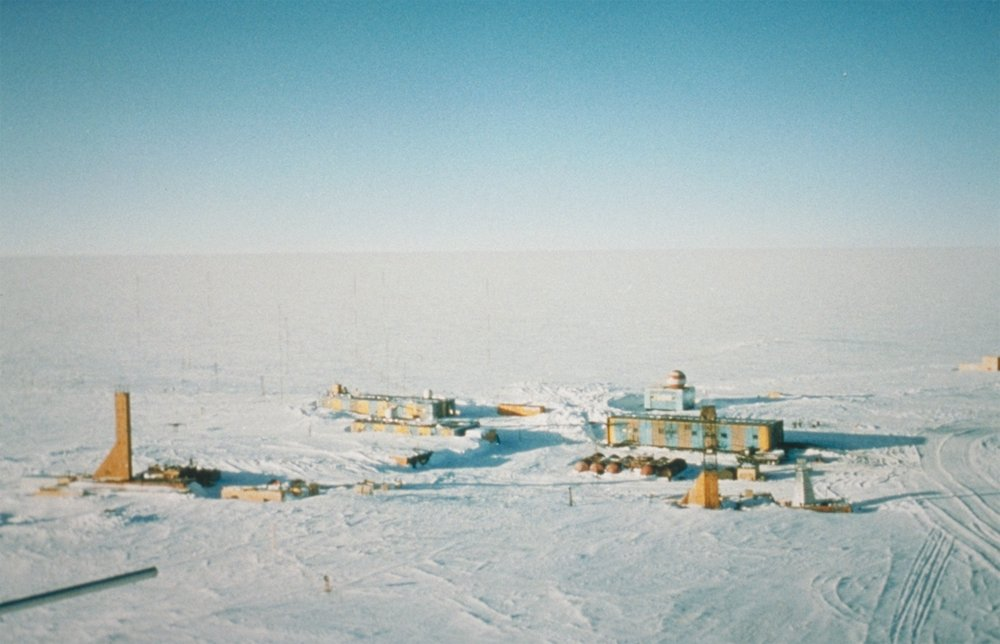
Panorama da estação Vostok

## Clima
Vostok é o polo do frio (lugar habitado com mais baixas temperaturas) do hemisfério sul e de toda a terra. Devido ao seu clima polar, possui temperaturas muito baixas por todo ano, mas com grande variação. Sua média anual é de -50°C, tendo máximas de -30 °C no verão e mínimas de -70 °C no inverno. A mais alta temperatura registrada foi de -14 °C em 5 de janeiro de 1974, enquanto a temperatura mais baixa foi de -89,2 °C em 21 de julho de 1983, sendo esse o registro oficialmente confiável mais baixo já visto na superfície terrestre. Em 28 de julho de 1997, uma temperatura de -91 °C foi registrada no local, mas essa marca não foi confirmada oficialmente. Ocorrem ventos fortíssimos constantemente e chuvas são praticamente inexistentes. Pouquíssimos cientistas visitam Vostok no inverno, porque qualquer tipo de equipamento tem grandes chances de congelar devido ao frio extremo.